# 알퐁스 페노

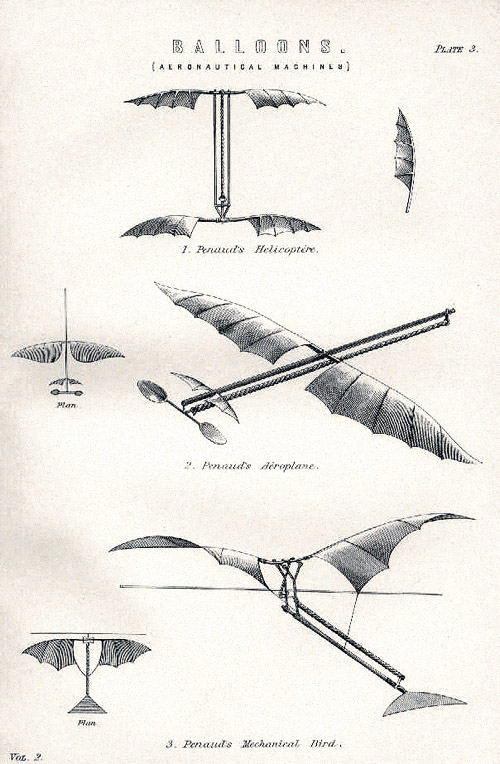
페노의 비행 모델

알퐁스 페노(프랑스어: Alphonse Pénaud, 1850년 5월 31일 ~ 1880년 10월 22일)는 19세기 프랑스의 항공학자이자 공학자로, 고무줄을 이용하여 프로펠러를 돌리는 플라노포르(Planophore)라는 비행기를 1871년 처음 고안해 냈다. 비행기 관련 디자인을 지속적으로 제작했으나 후원을 얻지 못하여 1880년 젊은 나이에 자살로 세상을 떠났다.